# 66. Sinfonie (Haydn)
Die Sinfonie B-Dur Hoboken-Verzeichnis I:66 komponierte Joseph Haydn wahrscheinlich um 1774/75 während seiner Anstellung als Kapellmeister beim Fürsten Nikolaus I. Esterházy.

## Allgemeines

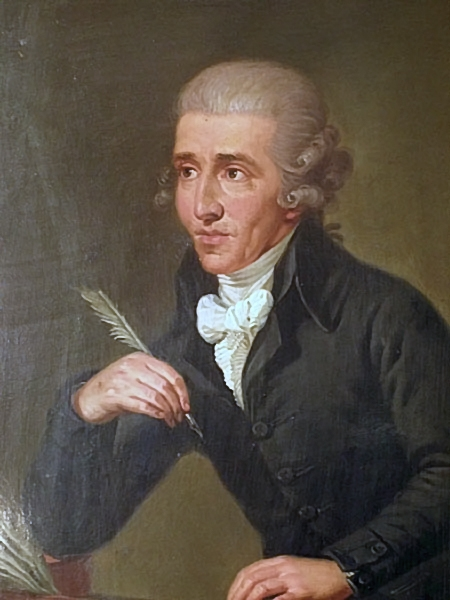
Joseph Haydn (Gemälde von Ludwig Guttenbrunn, um 1770)

Die Sinfonien Nr. 66, 67 und 68 wurden 1779 vom Verleger Johann Julius Hummel in der Reihenfolge Nr. 67-66-68 als „Opus 15“ gedruckt. Ernst Ludwig Gerber lobt die Sinfonie Nr. 66 in der Besprechung dieses Druckes in seinem Lexikon der Tonkünstler (1812–1814):

„Op. 15) Berlin b. Hummel, 1779 (…). Diese sind schon aus Haydns schönster Blüthenzeit. (…) No. 2 voller Pracht und Feuer ist auch zu Lyon gestochen (…).“

Die Sinfonie Nr. 66 wird (neben einigen anderen Sinfonien aus dieser Zeit) in der Literatur teilweise aber auch als (im Vergleich zu den in den Vorjahren komponierten Sinfonien) routiniert und kaum inspiriert bezeichnet, was einerseits mit Haydns Zuständigkeit für den angewachsenen Opernbetrieb am Hofe in Verbindung gebracht wird, andererseits damit, dass Haydn dem „populären“ Geschmack entsprechen wollte. So schreibt bspw. Walter Lessing:

„Wieder haben wir eine Sinfonie von makelloser Fraktur vor uns, souverän in der Beherrschung der sinfonischen Mittel, gefällig in der musikalischen Sprache, und doch werden wir uns nicht ohne Bedauern der so eigenwilligen, experimentierfreudigen ‚Sturm und Drang‘-Werke der frühen 1770er Jahre erinnern angesichts einer gewissen Kühle und konventionellen Glätte, die sich nun in Haydns Sinfonien bemerkbar macht.“

## Zur Musik
Besetzung: zwei Oboen, zwei Hörner, zwei Fagotte, zwei Violinen, Viola, Cello, Kontrabass. Über die Beteiligung eines Cembalo-Continuos in Haydns Sinfonien gibt es unterschiedliche Auffassungen.
Aufführungszeit: ca. 20 Minuten (je nach Tempo und Einhalten der Wiederholungen).
Bei den hier benutzten Begriffen der Sonatensatzform ist zu berücksichtigen, dass dieses Schema in der ersten Hälfte des 19. Jahrhunderts entworfen wurde (siehe dort) und von daher nur mit Einschränkungen auf die Sinfonie Nr. 66 übertragen werden kann. – Die hier vorgenommene Beschreibung und Gliederung der Sätze ist als Vorschlag zu verstehen. Je nach Standpunkt sind auch andere Abgrenzungen und Deutungen möglich.

### Erster Satz: Allegro con brio
B-Dur, 4/4-Takt, 154 Takte
Das erste Thema besteht in der ersten Hälfte aus einem absteigenden Dreiklang (erster Schlag forte, übrige Piano) und einer aufstrebenden Doppelschlagfigur. Diese Abfolge, die „einen ziemlichen Allerweltsgedanken“ darstellt, hat Haydn als Variante mehrfach auch an anderer Stelle verwendet: zu Beginn der Ouvertüre Hoboken-Verzeichnis Ia:7, der Sinfonie Nr. 62 sowie einer der Versionen vom Schlusssatz der Sinfonie Nr. 53. Die gleichmäßige Achtelbewegung der 1. Violine in der zweiten Hälfte enthält charakteristische dreifache Tonrepetition. Das Thema wird mit stärkerer Bläserbeteiligung wiederholt, in der zweiten Hälfte wechselt Haydn aber ins Fortissimo und bringt das Material im Streicher-Unisono und zu Sechzehnteln verschnellert. Die Bewegung läuft weiter, bis in Takt 25 die Dominante F-Dur erreicht ist. Mit absteigendem F-Dur – Akkord (erinnert an den Eröffnungs-Dreiklang) eingeleitet, schließt zunächst ein Wechselspiel zwischen Läufen der Violinen und kurzen, klopfenden Einwürfen der übrigen Instrumente mit der dreifachen, auftaktigen Tonrepetition an. Die vorwärtstreibende Bewegung der Violinen geht dann teils als Tremoloklangfläche weiter, ab Takt 39 in Molltrübung.
Das zweite Thema (ab Takt 43) in F-Dur für Streicher und begleitendes Fagott ist piano gehalten und hat sanglichen Charakter. Die Schlussgruppe wiederholt das zweite Thema als Variante im ganzen Orchester und Forte.
Die Durchführung fängt piano in F-Dur mit dem Doppelschlagmotiv vom ersten Thema an, bringt dann den kompletten Themenkopf fortissimo in der Subdominante Es-Dur und verarbeitet anschließend die auftaktige, dreifache Tonrepetition im Wechsel von Ober- und Unterstimmen in Moll. Nach dem Auftritt vom zweiten Thema in g-Moll verebbt die Musik mit dem Tonrepetitionsmotiv immer mehr und kommt schließlich pianissimo auf dem Ton a fast zum Stillstand. Das a (als Dominante vom vorigen d-Moll aus) wird dann zum Leitton der Tonika B-Dur, mit der in Takt 103 die Reprise einsetzt.
In der Reprise ist die erste Themenhälfte mit dem Doppelschlagmotiv ausgebaut und durchweg forte gehalten, die übrige Passage bis zum zweiten Thema mit den Lauffiguren der Violinen aber verkürzt. Im zweiten Thema ist das 1. Fagott nun an der Stimmführung beteiligt. Die übrige Reprise entspricht weitgehend der Exposition. Exposition sowie Durchführung und Reprise werden wiederholt.

### Zweiter Satz: Adagio
F-Dur, 3/4-Takt, 89 Takte
Das auftaktige, perdiodisch aus zwei Viertaktern strukturierte Thema (Takt 1 bis 8) wird piano von den Streichern vorgestellt, die Violinen spielen gedämpft. Jeder Viertakter besteht aus zwei durch eine Pause getrennten Phrasen, die erste mit Doppelschlag, die zweite mit punktiertem Rhythmus im Auftakt. Danach folgen als Varianten zunächst der thematische Viertakter von C-Dur aus mit gleichmäßiger Sechzehntelbewegung, dann der auf zwei Takte begrenzte Themenkopf, nun mit Oktavsprung abwärts.
Mit dem Bläsereinsatz ab Takt 17 beginnt eine Crescendo-Passage, die sich in pendelnder Bewegung der 1. Violine vom Pianissimo bis zum verminderten Septakkord ins Fortissimo steigert und in Akzenten mit punktiertem Rhythmus wieder ausklingt. Längere Staccato-Ketten der Violinen führten zur Kadenzfigur mit Pizzicato auf der leeren G-Saite und Triller. Ludwig Finscher schreibt zu dieser Passage:

„Die Kunst der Vermittlung des Ausgleichs der Gegensätze (…) zeigt sich besonders schön in I:66 in der harmonisch-dynamischen Steigerung zum verminderten Septakkord im fortissimo mit anschließendem ‚Zerstäuben‘ und der darauf folgenden Entspannung im Duktus des zweiten Themas, dem dann noch ein graziöser kleiner Scherz (das pizzicato auf der leeren G-Saite, T. 34) aufgesetzt wird.“

Die kurze Schlussgruppe mit wiederum ans Hauptthema erinnerndem Auftakt im punktierten Rhythmus beendet die Exposition.
In der Durchführung wird das zunächst Thema von F-Dur aus mit Molltrübungen weitergeführt. Die zweite Hälfte der Durchführung steht im dramatischen Fortissimo mit Staccato-Gängen im Bass, von Pausen unterbrochenen Akkordschlägen der Violinen und Liegetönen der Bläser.
In der Reprise ist anfangs beim Hauptthema die Variante des thematischen Viertakters ausgelassen. Sie entspricht ansonsten weitgehend der Exposition. Exposition sowie Durchführung und Reprise werden wiederholt.

### Dritter Satz: Menuetto
B-Dur, 3/4-Takt, mit Trio 52 Takte
Das Thema des Menuetts ist durch seinen Auftakt im punktierten Rhythmus, die dreifach klopfende Tonrepetition und den Doppelschlag gekennzeichnet (die Figuren erinnern teils an die vorigen Sätze), die Schlussfigur enthält eine Triole. Der Mittelteil verarbeitet anfangs das Auftaktmotiv, wobei sich der punktierte Rhythmus zum Unisono verselbständigt. Über die auftaktige Triolenfigur verebbt die Musik im Pianissimo mit Tonrepetition der 1. Violine, bevor reprisenartig der Anfangsteil wieder aufgegriffen wird (ähnliche Passage im ersten Satz vor Reprisenbeginn). Beim Wiederaufgreifen des Anfangsteils in Takt 27 hat Haydn eine rhythmische Besonderheit eingebaut, indem der Auftakt aus punktiertem Achtel mit Sechzehntel als „Verlangsamung“ (punktiertes Viertel mit Achtel) vorausgeschaltet wird.
Im Trio spielen die stimmführenden 1. Oboe, 1. Fagott und beide Violinen teils im Dialog, teils zusammen eine ländlerartige Melodie.

### Vierter Satz: Finale. Scherzando e presto
B-Dur, 2/4-Takt, 242 Takte

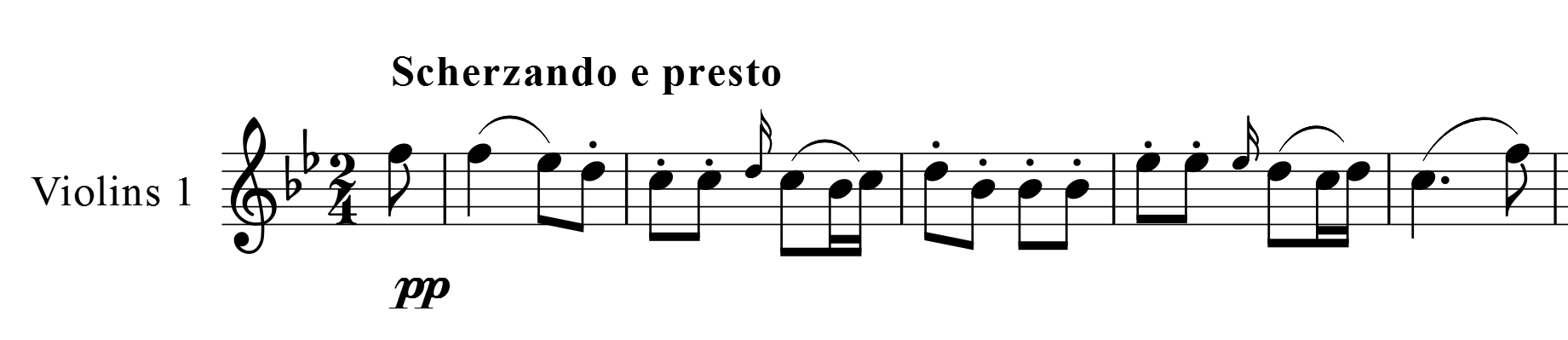
Beginn des Scherzando e presto

Der Satz ist ähnlich einem Rondo strukturiert, wobei das thematische Material der Couplets aus dem Refrain abgeleitet wird.
- Vorstellung des „verspielten“[8] Refrains (Takt 1 bis 28), der nach dem Muster A-B-A aufgebaut ist (A sowie B-A werden wiederholt). Die erste Periode des Refrains (A-Teil, „Hauptthema“) besteht aus zwei fünftaktigen Phrasen (anstelle der sonst üblicherweise verwendeten viertaktigen Phrasen[6]) Sie enthält (wie auch die vorigen Sätze) ein charakteristisches Doppelschlagmotiv. Der B-Teil bringt das auftaktige Doppelschlagmotiv im versetzten Einsatz der Violinen. In diesem kleinen Quint-Kanon[10] deutet sich bereits die nachfolgende Tendenz zur Mehrstimmigkeit an.
- Dies zeigt sich bereits im ausgedehnten Couplet 1 (Takt 29 bis 65), das überwiegend forte gehalten ist.
- Ab Takt 66 wird das Ritornell als Variante mit Sechzehntel-Umspielungen und Beteiligung des Fagotts an der Stimmführung wiederholt.
- Das Couplet 2 (Takt 95 bis 148) bleibt zunächst in zwei Fermaten stecken und bringt dann den A-Teil des Refrains in der Subdominante Es-Dur, ab dem B-Teil wird die mehrstimmige Arbeit mit dem Doppelschlagmotiv fortgesetzt. Über einem Orgelpunkt auf F führt Haydn zurück zur Tonika B-Dur.
- Beim dritten Auftritt des Ritornells ab Takt 149 beteiligen sich auch die Oboen an der Stimmführung. Anschließend gerät die Musik erneut ins Stocken, bekommt dann über ein Zuwerfen des Themenkopfes zwischen den Fagotten, Violinen und Oboen schließlich im Tutti neuen Schwung, der aber nach einigen Takten erneut nachlässt.
- Der letzte Auftritt des Refrains als triumphale „fortissimo-Apotheose“[10] beendet den Satz. „Mit ihrem Herumstapfen im Fortissimo, der rohen hoquetusartigen Führung und dem wiehernden Gelächter am Ende, ist (…) [dieser Auftritt] kaum als subtil zu bezeichnen; es könnte hier nur schwerlich behauptet werden, dass die Kunst über die Unterhaltung triumphiert.“[8]

„Der melodische und rhythmische Zuschnitt dieses Themas, die Beharrlichkeit, mit der es in geistvoller Verarbeitung immer wieder auftritt, dazu die abwechslungsreiche Instrumentierung und ein paar hübsche Bläsersoli kurz vor Schluß – all das formt sich zu einem spezifisch ‚haydnschen‘ Finaltypus, der uns, immer perfekter ausgestaltet, noch in manchen späteren Sinfonien begegnen wird. Gerade auf diesen mitreißenden, übermütigen Rondoschlußsätzen wird nicht zum wenigsten der Ruhm und die Popularität des Sinfonikers Haydn gründen.“

„Auf virtuos spielerische Art ist hier die Dialektik von äußerster Material-Konzentration und großer Phantasiefülle in ein Extrem getrieben.“